# Latécoère Late 300
Латекоэ 300 (фр. Latécoère 300) — серия гражданских и военных летающих лодок, созданная французской фирмой Groupe Latécoère в 1930-х годах. Самолёт был первой четырёхмоторной летающей лодкой компании.

## История создания
Первый полёт самолёт выполнил 17 декабря 1931 года, но он же стал и последним — самолёт упал в воду и разрушился. Latécoère 300 был восстановлен и вновь поднялся в воздух в сентябре 1932 года. Самолёт получил название «Croix-du-Sud» («Южный Крест») и вскоре совершил беспосадочный перелёт с французского озера Бер в Сенегал (Западная Африка), установив рекорд дальности, а затем перелетел в бразильский Натал, достигнув его 2 января 1933 года. Вскоре после этого самолёт был модифицирован и совершил несколько трансатлантических перелётов, однако 7 декабря 1936 года он пропал над океаном вместе со своим экипажем.

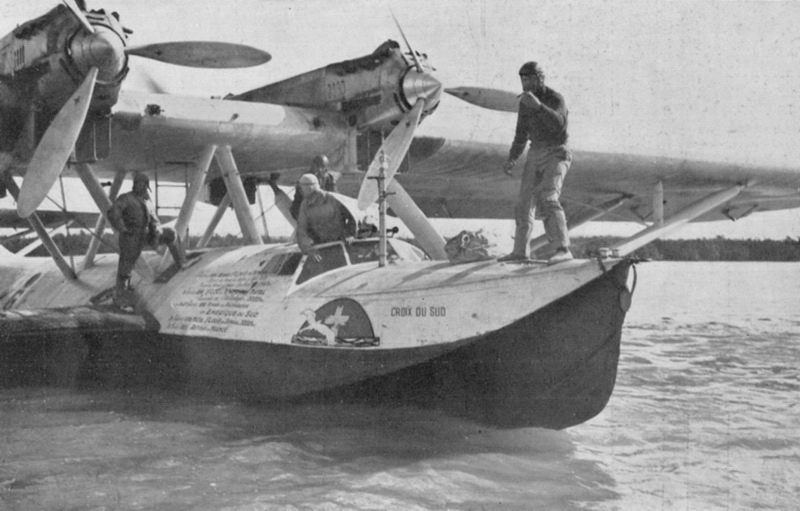
Летающая лодка «Южный Крест». Натал, Бразилия. 1 сентября 1934 г.

В 1935 году были построены три Latécoère 301, они в целом были схожи с моделью Latécoère 300. Все они были почтовыми самолётами, имели экипаж из четырёх человек и оснащались четырьмя двигателями Hispano-Suiza мощностью по 650 л. с., установленными тандемно на крыле. Самолёты получили имена в честь столиц южноамериканских государств и использовались на южно-атлантических маршрутах компании Air France. Один самолёт был потерян в море в феврале 1936 года, второй списали после активной эксплуатации. Третья машина в феврале 1938 года была передана авиации ВМС Франции, с началом войны её передали в эскадрилью E.4, дислоцированную в Дакаре, для выполнения противолодочного патрулирования.
Три самолёта Latécoère 302 в 1936 году передали эскадрилье E.4, дислоцированной в Берре. Самолёты имели экипаж из восьми человек и получили имена «Guilbaud», «Mouneyrès» и «Cavelier de Cuverville». Машины использовались для дальнего патрулирования, в составе 41-й эскадрильи (бывшая E.4) они были передислоцированы в Дакар, где и эксплуатировались вплоть до своего списания в 1941 году.

## Конструкция
Самолёт представлял собой моноплан-парасоль с крылом, поднятым над фюзеляжем на системе мощных стоек. Вместо поддерживающих подкрыльевых поплавков конструкторы применили спонсоны-«жабры», подобные тем, что имелись на летающих лодках фирмы Dornier. 
Двигатели располагались на крыле в тандемных установках (два имели тянущие винты, а два — толкающие).

## Модификации
- Laté 300 — почтовая летающая лодка с двигателями Hispano-Suiza 12Nbr, построен 1 экземпляр (F-AKCU; после ремонта F-AKGF).
- Laté 301 — почтовая летающая лодка с двигателями Hispano-Suiza 12N[англ.]br; построено 3 экземпляра (F-AOIK "Orion", F-AOIL "Eridan" и F-AOIM "Nadir", позже "Ville de Buenos Aires", "Ville de Rio" и "Ville de Santiago", соответственно; последний был передан авиации флота и назван "Lieutenant de Vaisseau de l'Orza").
- Laté 302 — морской разведывательный самолёт с двигателями Hispano-Suiza 12Y[англ.]drs, 3 единицы.

## Тактико-технические характеристики

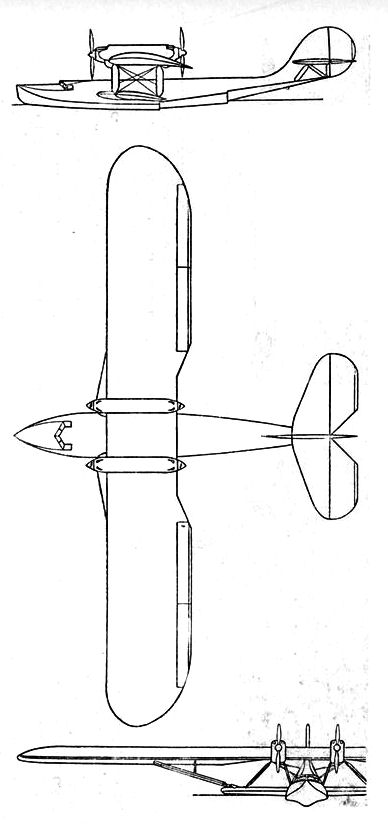
Latécoère Late 300

Приведены характеристики Late 302
Источник данных: AviaDejaVu. Latécoère Late 300 / 301

Технические характеристики
- Экипаж: 8 человек
- Длина: 26,15 м
- Размах крыла: 44,0 м
- Высота: 7,98 м
- Площадь крыла: 255,66 м²
- Масса пустого: 12 230 кг
- Максимальная взлётная масса: 24 000 кг
- Силовая установка: 4 ×  Hispano-Suiza 12Ydrs
- Мощность двигателей: 4 × 860 (4 × 641)

Лётные характеристики
- Максимальная скорость: 215 км/ч
- Практическая дальность: 3250 км
- Практический потолок: 5 800 м

Вооружение
- Стрелково-пушечное: один 7,5-мм пулемёт Дарн в носовой кабине и два таких же пулемёта в бортовых установках
- Боевая нагрузка: четыре 75-кг авиабомбы на держателях, установленных на подкосах крыла